# Ариас Сантана, Маурисио
Маурисио Ариас Сантана (исп. Mauricio Arias Santana; род. 25 января 1977) — коста-риканский шахматист, международный мастер (2006), тренер.
Чемпион страны (2009). В составе сборной Коста-Рики участник двух Олимпиад (2010—2012).

## Спортивные достижения
| Год  | Город          | Турнир         | + | − | = | Результат | Место |
| ---- | -------------- | -------------- | - | - | - | --------- | ----- |
| 2010 | Ханты-Мансийск | 39-я Олимпиада | 3 | 5 | 3 | 4½ из 11  |       |
| 2012 | Стамбул        | 40-я Олимпиада | 2 | 1 | 5 | 2½ из 8   |       |

## Изменения рейтинга
| Графики недоступны из-за технических проблем. См. информацию на Фабрикаторе и на mediawiki.org. |